# Lassouts
Lassouts település Franciaországban, Aveyron megyében. Lakosainak száma 318 fő (2022. január 1.). Lassouts Castelnau-de-Mandailles, Palmas-d'Aveyron, Espalion, Gabriac, Saint-Côme-d’Olt és Sainte-Eulalie-d'Olt községekkel határos.

## Népesség
A település népessége az elmúlt években az alábbi módon változott:
| Lakosok száma | 513  | 382  | 349  | 313  | 311  | 298  | 289  | 306  | 315  | 318  |
|               | 1968 | 1982 | 1990 | 2006 | 2013 | 2015 | 2017 | 2019 | 2020 | 2022 |